# Levachovo
Levachovo (en russe : Левашово) est une localité placée sous la juridiction du district de Vyborg (Saint-Pétersbourg). Comptant 4 095 habitants lors du recensement de 2002, elle abrite la gare de chemin de fer de Saint-Pétersbourg-Vyborg, édifice dû à l'architecte Bruno Granholm, ainsi que le cimetière mémorial de Levachovo, dédié aux victimes des Grandes Purges staliniennes.